# Familie Ghica

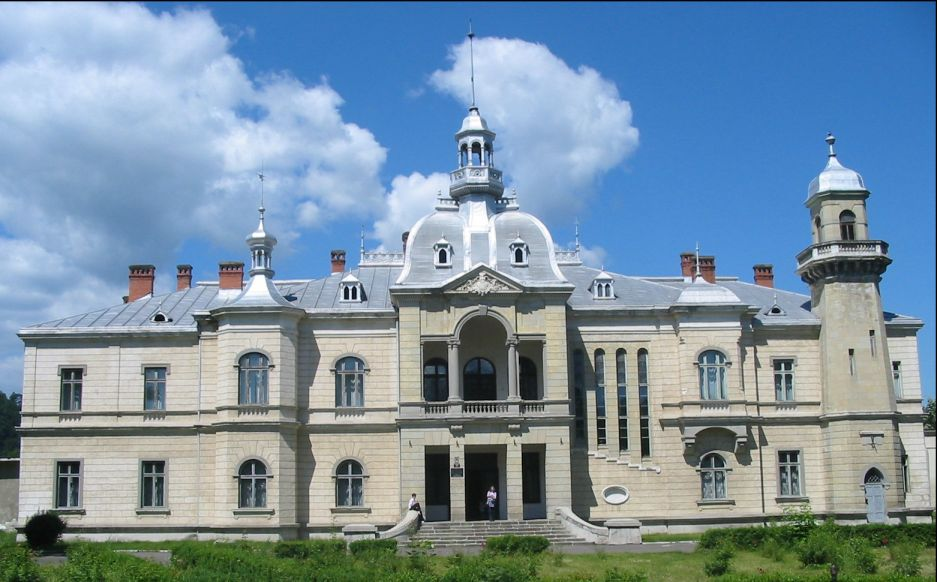
Het Ghicapaleis in Comănești

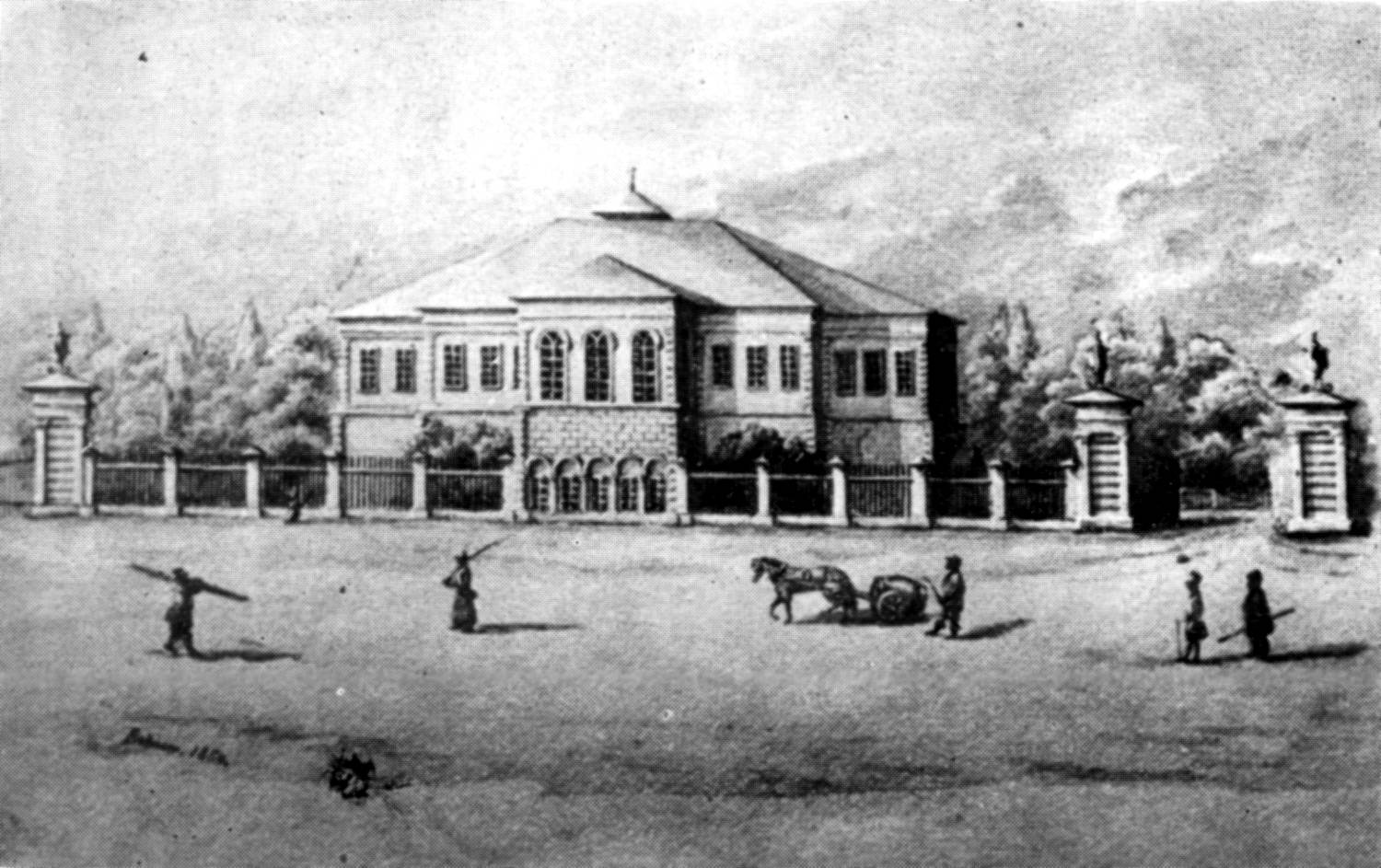
Het Huis van de Grote Ban Mihai Ghica in Boekarest (begin 19e eeuw)

De familie Ghica was een Roemeense adellijke familie die Walachije en Moldavië hebben geregeerd tussen de 17e- en 19e eeuw.
Oorspronkelijk was de familie Aroemeens, tijdens de Ottomaanse overheersing kwamen ze vanuit Albanië naar Walachije (Ghica komt in Albanië vaak voor in de achternaam).

## Vorsten van Walachije
- Gheorghe Ghica: 1659-1660 en 1673-1678
- Grigore I Ghica: 1660-1664 en 1672-1673
- Grigore II Ghica: 1733-1735 en 1748-1752
- Matei Ghica: 1752-1753
- Scarlat Ghica: 1758-1761 en 1765-1766
- Alexandru Ghica: 1766-1768
- Grigore III Ghica: 1768-1769
- Grigore IV Ghica: 1822-1828
- Alexandru II Ghica: 1834-1842

## Vorsten van Moldavië
- Gheorghe Ghica: 1658-1659, 1735-1741 en 1747-1748
- Matei Ghica: 1753-1756
- Scarlat Ghica: 1757-1758
- Grigore III Ghica: 1764-1767 en 1774-1777
- Grigore Alexandru Ghica: 1849-1853 en 1854-1856

## Premiers van Roemenië
- Ion Ghica: 1866-1867 en 1870-1871
- Dimitrie Ghica: 1868-1870

## Overig
- Elena Ghica (1828-1888), schrijfster
- Matila Ghyka (1881-1965), schrijver
- Alexandru Ghika (1902-1964), wiskundige